# Anonychia trifasciata
Anonychia trifasciata là một loài bướm đêm trong họ Geometridae.